# Cristina López-Rodríguez
Cristina López-Rodríguez és professora titular de la Universitat Pompeu Fabra, on dirigeix el seu grup de recerca a la Unitat d'Immunologia i també dirigeix el Màster en Investigació Biomèdica.
Cristina es va doctorar en Bioquímica i Biologia Molecular per la Universitat Autònoma de Madrid l'any 1996 amb el premi de Tesi Extraordinària. Va fer la seva formació postdoctoral a la Harvard Medical School, Boston, on va obtenir la posició d'instructor al Departament de Patologia (2001) i va rebre el reconeixement com a company especial de recerca de la leucèmia i limfoma. L'any 2004 va obtenir una beca Ramon y Cajal i una plaça de cap de grup al Centre de Regulació Genòmica de Barcelona, i l'any 2006 va traslladar el seu grup al Departament de Ciències Experimentals i de la Salut (DCEXS) de la UPF al Parc de Recerca Biomèdica de Barcelona (PRBB). L'any 2014 va obtenir el premi ICREA Acadèmia de la Generalitat de Catalunya.

### Publicacions
Ha publicat una trentena d'articles científics en revistes d'impacte, com ara: Journal of Experimental Medicine, Journal of Immunology i Immunity, entre d'altres.